# Сант'Еджидио ала Вибрата
Сант'Еджѝдио ала Вибра̀та (на италиански: Sant'Egidio alla Vibrata, на местен диалект Sand'Ilië, Санд'Илиъ) е град и община в Южна Италия, провинция Терамо, регион Абруцо. Разположен е на 239 m надморска височина. Населението на общината е 9844 души (към 2010 г.).